# São Miguel de Tucumã
São Miguel de Tucumã (em castelhano: San Miguel de Tucumán) é a capital da província de Tucumã na Argentina e a maior cidade do Noroeste Argentino, sendo inclusive o quinto maior centro urbano do país, depois de Buenos Aires, Córdoba, Rosario e Mendoza encontrando-se à frente de La Plata. Além disso, é a cidade mais importante do Região do Norte Grande Argentino.
Segundo o censo argentino de 2022, São Miguel de Tucumã tem uma população de aproximadamente 813.866 habitantes (e 1.030.526 na região metropolitana). A área do município é de 90 km² e a altitude do centro da cidade em relação ao nível do mar é de 450 metros. São Miguel de Tucumã está a 1311 km de Buenos Aires e suas coordenadas geográficas são 26°50′ S 65°12′ O.
O crescimento da cidade superou os limites originais levando-a a ocupar territórios dos departamentos vizinhos en todas as direções, dando assim origem à conurbação da Grande São Miguel de Tucumã. Em 2008, foi sede da XXXV Cúpula do Mercosul, na qual participaram sete presidentes sul-americanos. Sua importância histórica reside principalmente, entre outras coisas, porque foi nesta cidade que se produziu a Declaração de independência da Argentina, no dia 9 de julho de 1816.

## Geografia e clima
O clima na região de São Miguel de Tucumã é subtropical, fato esse que favorece a atividade agrícola. No inverno de 2005, foram vários os registros de neve na cidade, mais do que na maioria dos anos anteriores. A cidade está situada nas ladeiras das montanhas Aconquija - uma extensão da pré-cordilheira frontal dos Andes que corresponde à parte mais setentrional de toda a Serra dos Pampas - e está, também, próxima às margens do importantíssimo rio Salí. Apesar de o centro urbano se encontrar a uma altitude de aproximadamente 450 metros em relação ao nível do mar, a Grande São Miguel de Tucumã se estende por territórios com diversos níveis de terreno.

## História e curiosidades
São Miguel de Tucumã foi fundada em 31 de maio de 1565 por Diego de Villarroel e foi palco, ao longo de história, de muitos acontecimentos importantes, dentre os quais podemos destacar a declaração da independência em 9 de julho de 1816. A declaração ocorreu na "Casa de la Independencia" (também conhecida como "Casa de Tucumán") onde o congresso, lá reunido, declarou a Argentina como estado soberano e independente de quaisquer país, incluindo a Espanha.

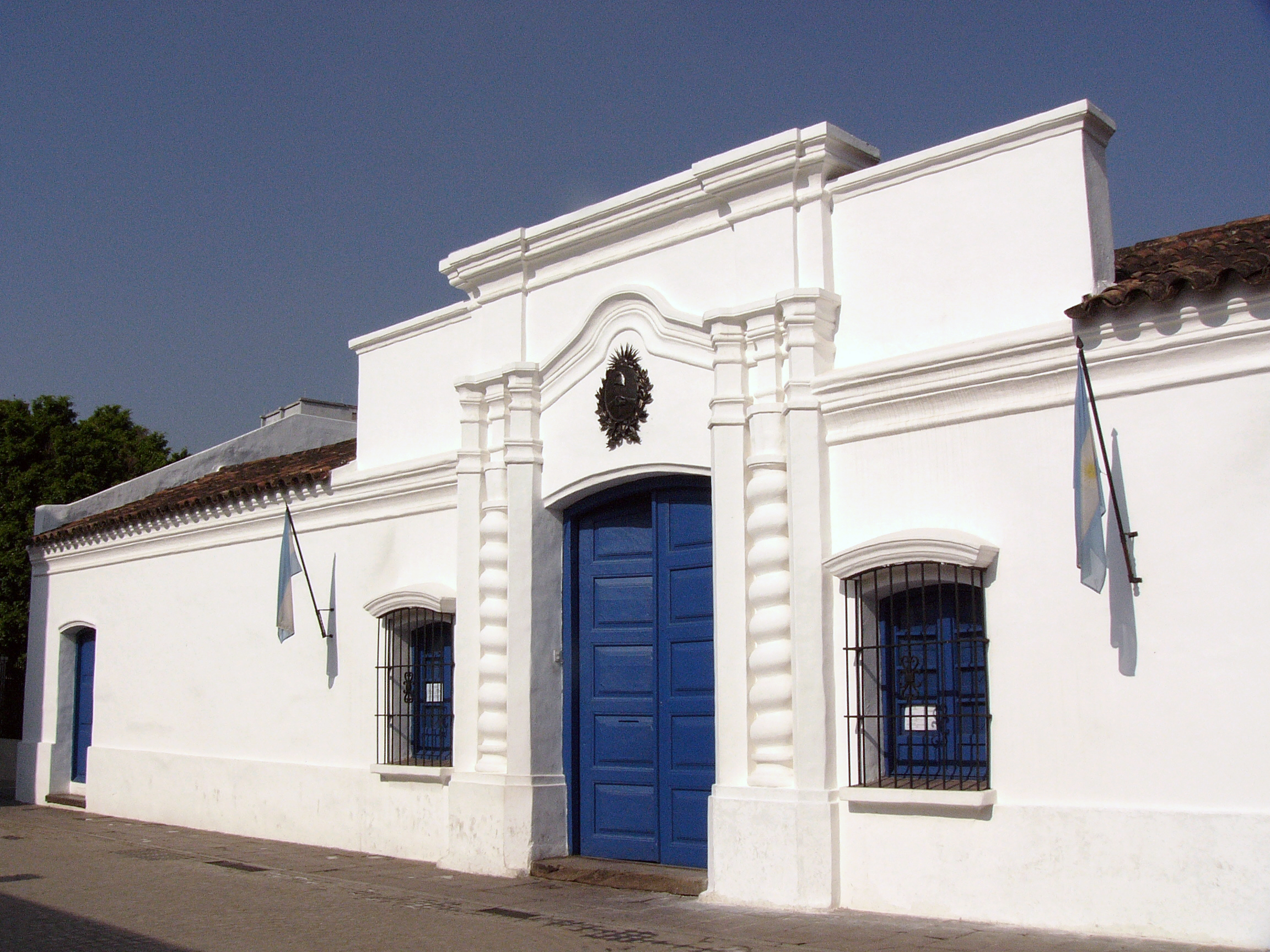
"Casa de Tucumán", onde foi declarada a Independência da Argentina em 1816.

São Miguel de Tucumã, até em virtude de seu tamanho, foi a terra natal de vários nomes importantes da história argentina, entre estes nomes podemos destacar: Bernardo de Monteagudo, Juan Bautista Alberdi, Nicolás Avellaneda, Julio Argentino Roca, Alejandro Heredia, Gregorio Aráoz de Lamadrid, Antonio Álvarez Condarco, El Pbro. Dr. Zoilo Dominguez, Lola Mora, Thibon de Libian, Miguel Angel Estrella, Raúl Presbisch, Ana Falú, Alfredo Poviña, Mercedes Sosa, Leda Valladares, Mercedes Paz, César Pelli, Lorena Bernal, Julio Ardiles Gray, Tomás Eloy Martínez, Víctor García, Ricardo Rojas, Claudia Amura, Joaquín Morales Solá, entre outros.
São Miguel de Tucumã é a sede de duas redes de televisão aberta da Argentina (responsáveis pelo Canal 8 e pelo Canal 10), quatro jornais (La Gaceta, El Siglo, El Tribuno e La Ciudad), três companhias de televisão a cabo (CCC, ATS e TCC) e várias estações de rádio.
A cidade de Tucumán tem várias universidades, das quais podemos destacar a Universidad Nacional de Tucumán (fundada em 1914), a Universidade Tecnológica Nacional (fundada em 19 de agosto de 1954), a Universidad del Norte Santo Tomás de Aquino e o Instituto Lillo, dedicado a pesquisas nas áreas biológicas.

## Principais pontos turísticos
Estádio Monumental José Fierro
- Plaza Independencia
- Casa de Gobierno
- La Catedral
- Basílica de San Francisco

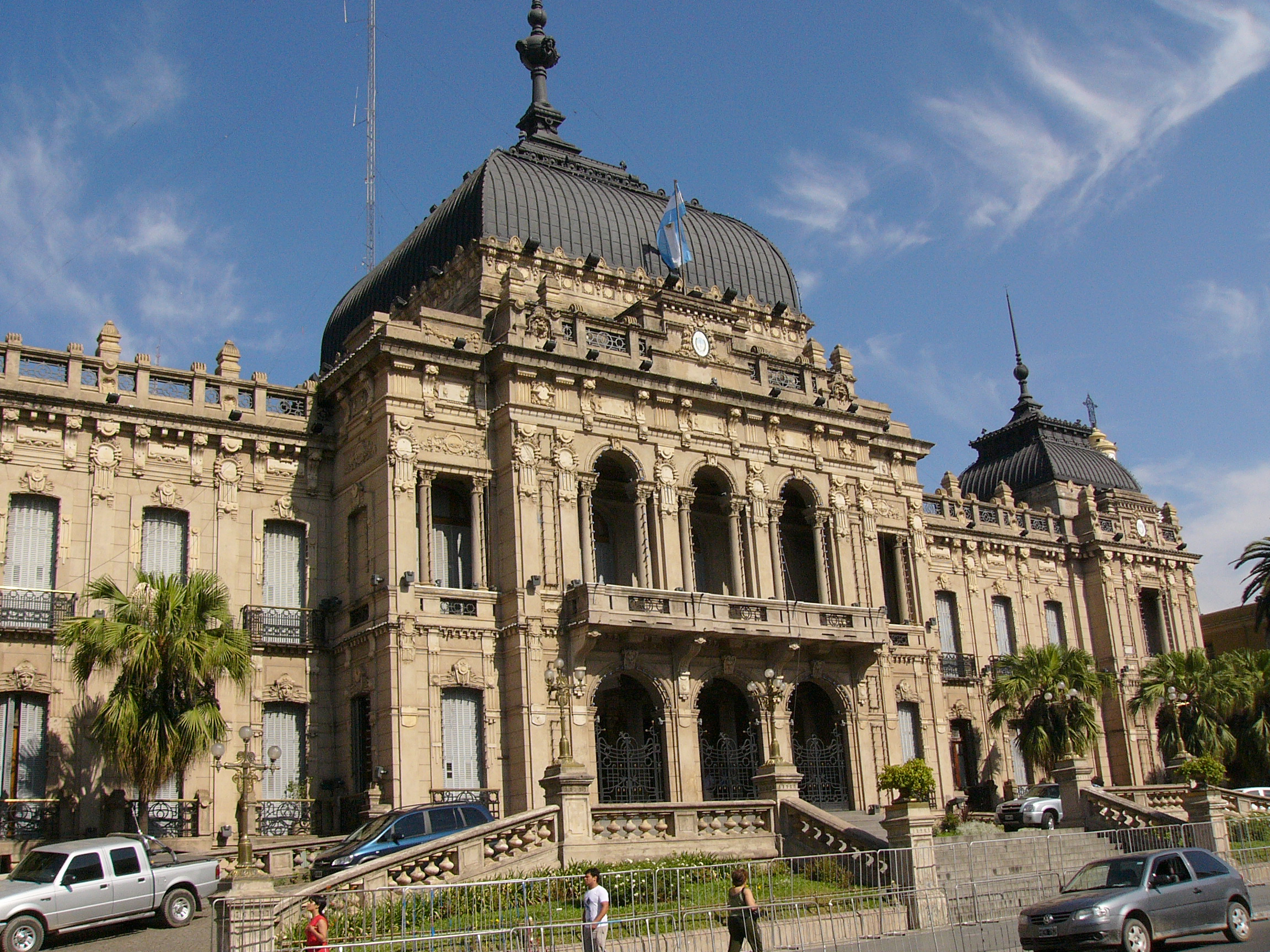
Casa do governo, ou "Casa de Gobierno" como é lá chamada.

- Edificio de la Federación Económica
- Palacio Padilla
- Casa Histórica de la Independencia
- Iglesia de la La Merced
- Museo de Arte Sacro
- Museo Timoteo Navarro
- Casa del Presidente Avellaneda
- Museo del Folklore norteño
- Parque 9 De Julio

## Principais Bairros

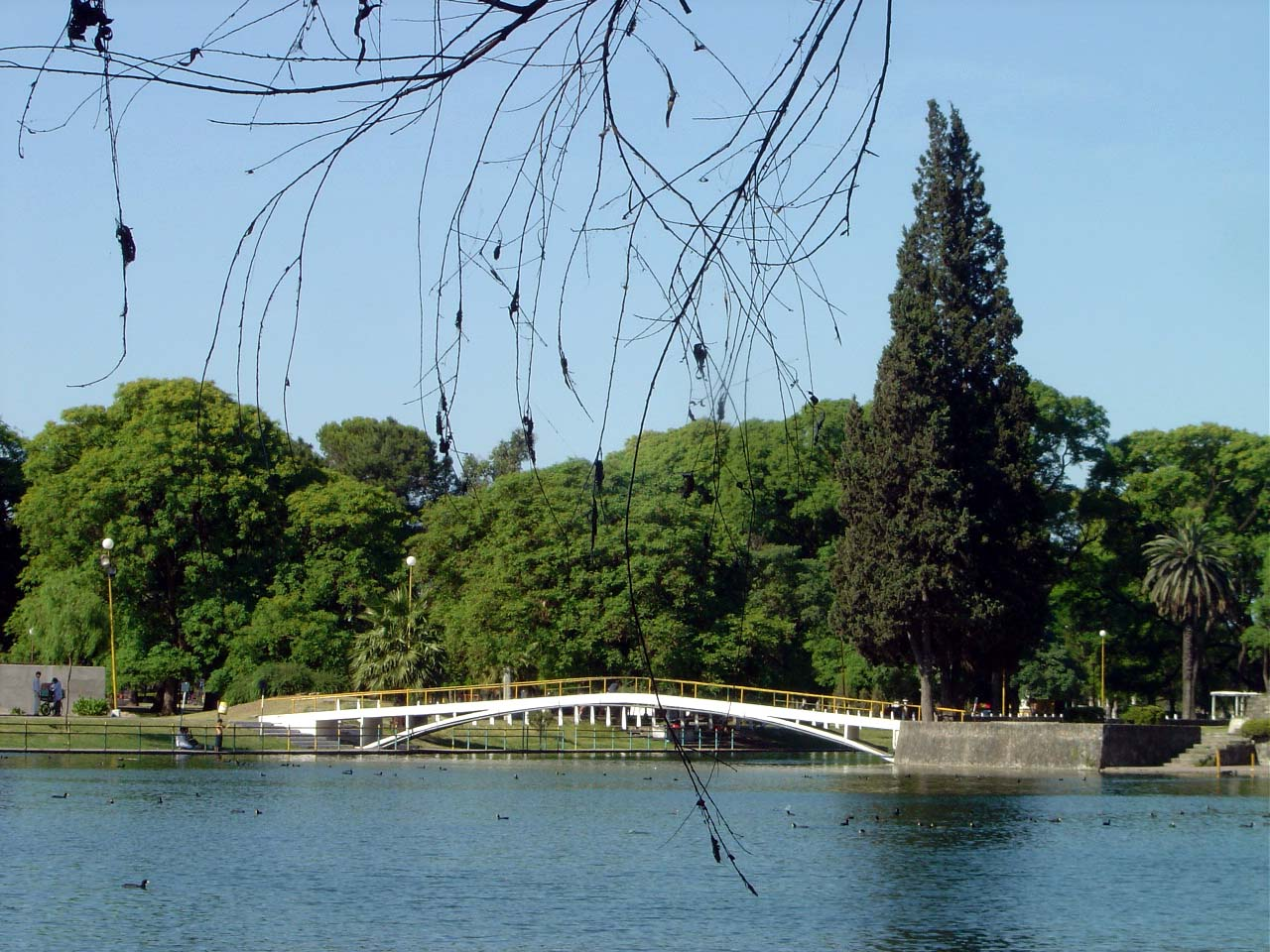
Foto do "Parque 9 De Julio", um dos mais importantes pontos turísticos da província de Tucumán

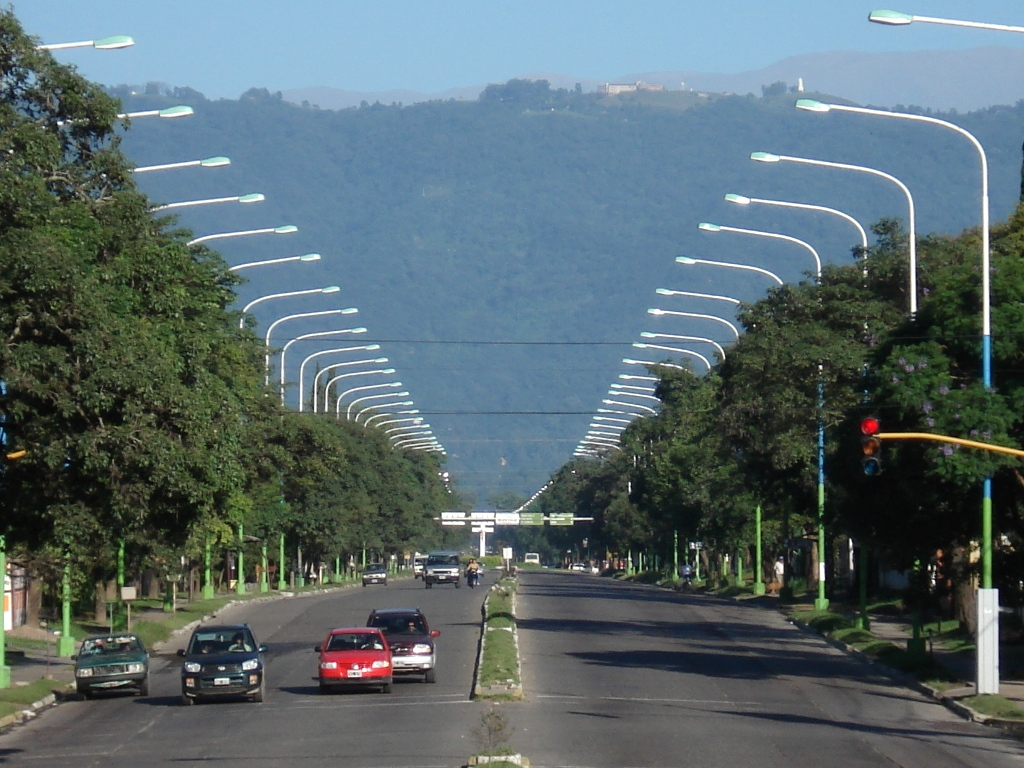
Avenida Mate de Luna

- Centro Histórico
- Barrio Norte
- Barrio Sur
- El Bajo
- Barrio Lola Mora
- Barrio Obispo Piedrabuena
- Villa 9 de Julio
- Ciudadela
- San Cayetano
- Barrio El Bosque
- Barrio Norte
- Barrio Padilla
- Barrio Oeste I
- Barrio Oeste II
- Barrio Modelo
- Barrio Kennedy
- Barrio Ferroviario
- Barrio Independencia
- Barrio Los Plátanos
- Barrio Policial
- Floresta
- Villa Alem
- Villa Amalia
- Villa Luján
- Villa Muñecas
- Villa Santillán
- Villa Urquiza